# فيليب كامينغز
فيليب كامينغز (بالإسبانية: Philip Cummings)‏ هو مترجم إسباني، ولد في 1906، وتوفي في 1991.